# مملكة الغرب (البرتغال)
مملكة الغرب (البرتغالية:Reino do Algarve ؛ أَخذت من الكلمة العربية:بلاد غرب الأندلس) كانت مملكة مدمجة مع مملكة البرتغال حتى عام 1910 أن صفة مملكة لا يعطيها لهذه المنطقة أية أمتيازات مثل حكم ذاتي أو دولة مدمجة في الأتحاد شخصي أو أمتيازات أخرى؛ فهي بحكم الأمر الواقع لقب تشريفي للمنطقة فقط ولاغير على أن تعتبر مجرد محافظة برتغالية.
وقد استخدم لقب ملك شلب أول مرة من قبل سانشو الأول من البرتغال بعد الفتح الأول لشلب في 1189. لأن هذا الغزو لم يحتل كل بقع الغرب ، سانشو لم يستخدم قط لقب ملك البرتغال والغرب ولكن بدلا من ذلك اعتمد من قبل حفيده أفونسو الثالث من البرتغال كجزء من الألقاب الملكية للبرتغال والذي أصبح معمول به منذ 1249 حتى انهيار في الملكية في البرتغال في 1910.